# LR-87

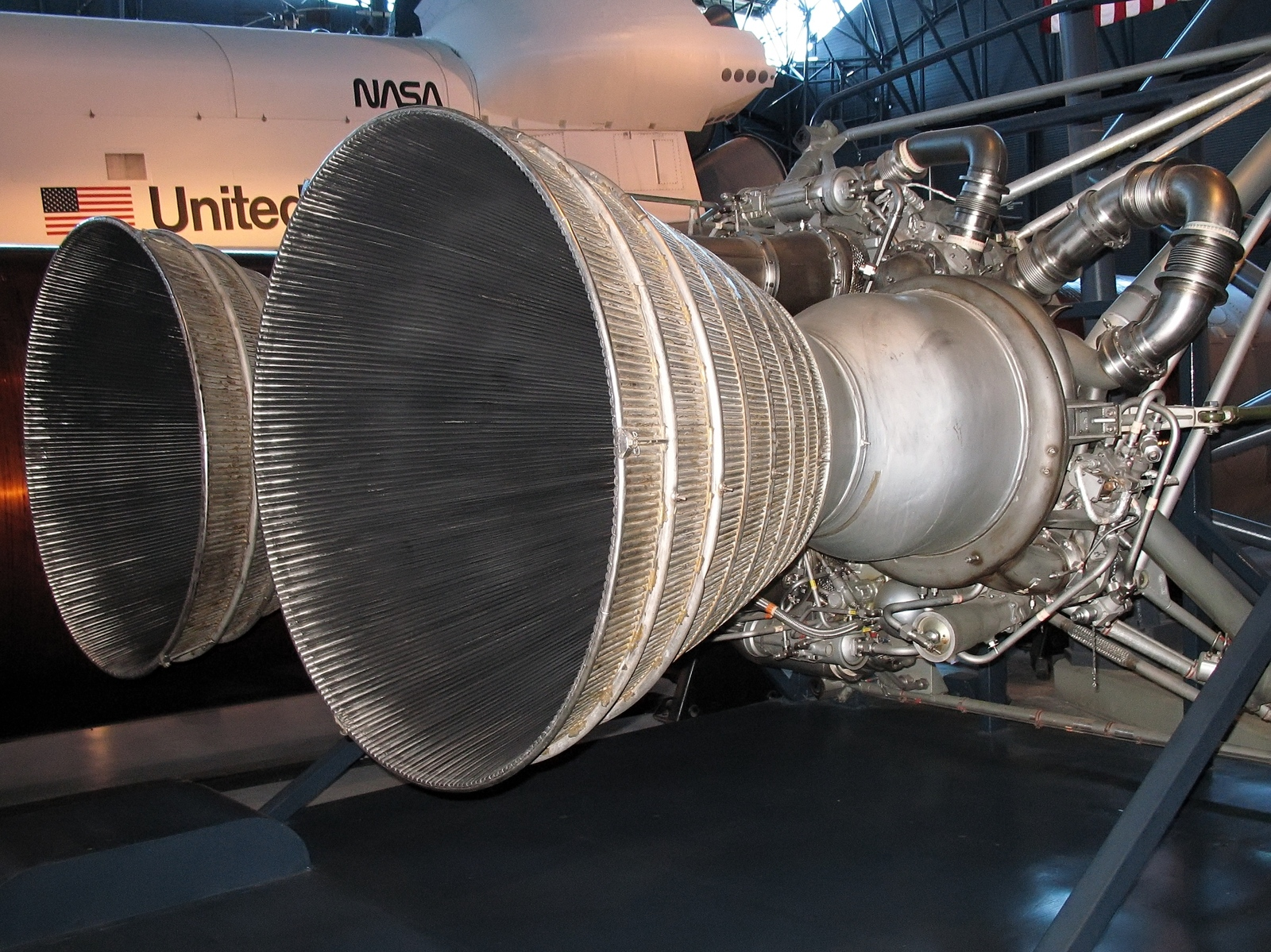
タイタンIのXLR-87 エンジン

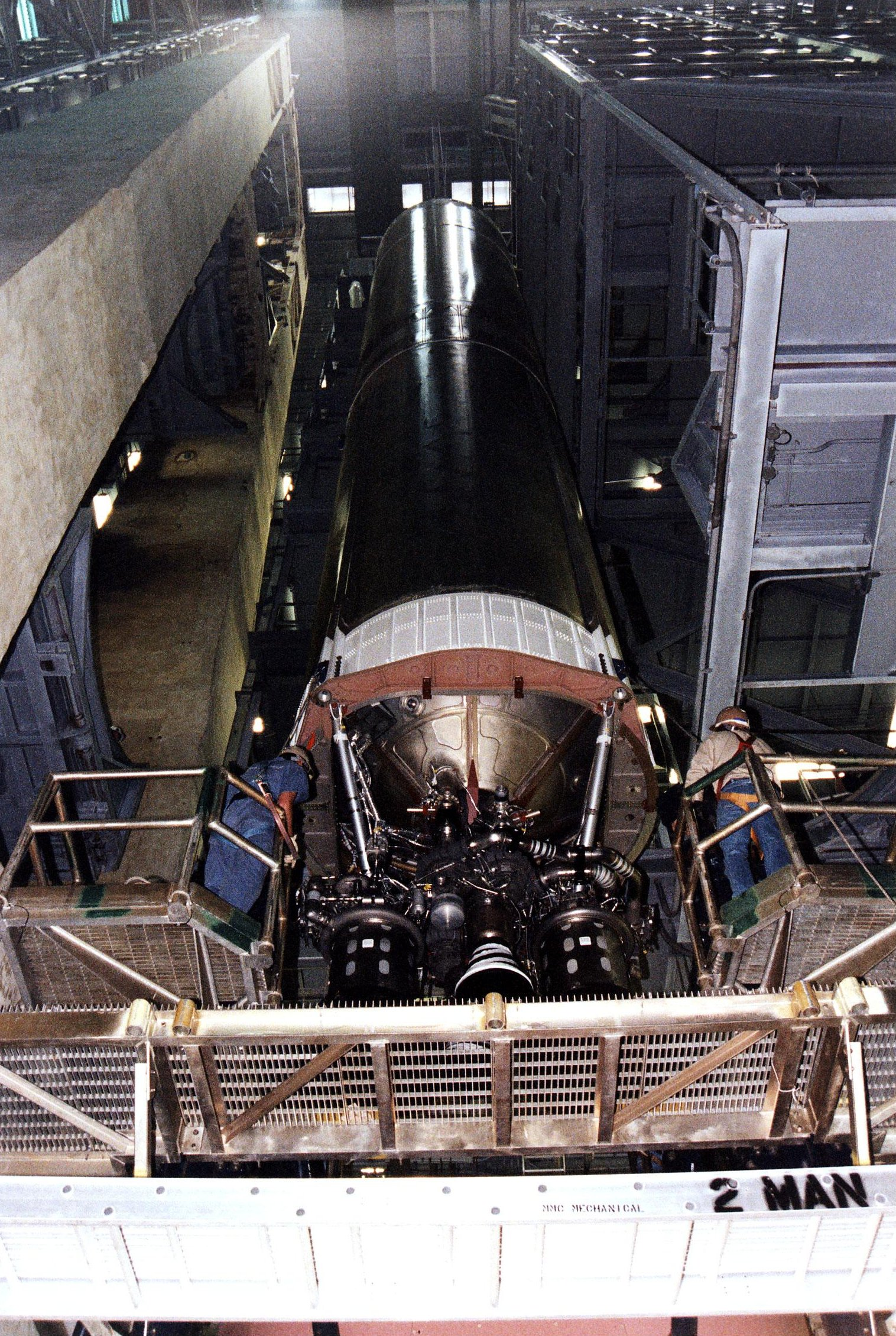
タイタン IVBのLR-87-11エンジン

LR-87は、タイタン大陸間弾道ミサイルと衛星打ち上げロケットの1段目に使用された液体燃料ロケットエンジンである。この強力なエンジンは一見したところ2基のエンジンが束ねてあるように見えるが、実際には2基が1組として共に作動する。LR-87の最初の打ち上げは1959年である。タイタンロケットの歴史はLR-87エンジンと共にあったといっても過言ではなく、現時点においてタイタンIVロケットの引退後は使用されていない。

## 概要
世界で初の、そして現時点では唯一の3種類の推進剤(ケロシン/液体酸素、液体水素/液体酸素、エアロジン-50(50%のモノメチルヒドラジンと50%の非対称ジメチルヒドラジンの混合燃料)/四酸化二窒素)を使用する派生型が存在する。ガス発生器サイクルのエンジンで再生冷却のノズルと燃焼室を備え、後の形式ではアブレーション冷却をノズルに使用している。LR-87には少し変更されたLR-91があり、タイタンミサイルの2段目に使用された。
推力は作動中、加減することができない。LR87は約1,900 kN(430,000 pounds)の推力を生み出す。タイタン Iに使用された初期のLR87エンジンは推進剤としてRP-1と液体酸素を使用していた。液体酸素は極低温なのでミサイルのタンクに長時間保管する事は不可能なので打ち上げ前に充填しなければならなかった。タイタンIIは推進剤をハイパーゴリック推進剤で常温で保管可能なエアロジン-50と四酸化二窒素に切り替えた。それらの推進剤を使用することによって長期間、常に発射できる態勢で保管する事ができた(但し、これらの推進剤は接触するだけで爆発し、毒性、腐食性が強い為、それに起因する事故も複数回起きた)
。

## 機種

### LR-87-3
タイタンⅠミサイルに使用された推進剤はRP-1と液体酸素だった。
諸元
- 燃料 RP-1
- 酸化剤 液体酸素
- 推力 (海面高度):647 kN
- 推力 (真空中): 733 kN
- 比推力 (海面高度):2510 N.s/kg (256秒)
- 比推力 (真空中):2840 N.s/kg (290秒)
- 燃焼時間:139秒
- 重量: 839 kg
- 全高:3,13 m
- 直径:1,53 m
- 燃焼室: 1
- 燃焼室圧力: 4000 kPa
- 燃焼温度:〜3300℃
- 膨張比: 8:1
- 推進剤混合比液体酸素/RP-1: 1,91:1
- 推力重量比: 87,2

### LR-87-5
タイタンⅡに搭載された改良型で推進剤に常温で貯蔵可能なエアロジン-50/四酸化二窒素を使用した。自己着火性推進剤を使用した事によりLR-87-3よりも小型、軽量化され、点火装置も不要になった。
諸元
- 燃料 エアロジン-50
- 酸化剤 四酸化二窒素
- 推力 (海面高度):956,5 kN
- 推力 (真空中):1096,8 kN
- 比推力 (海面高度):2540 N.s/kg (259秒)
- 比推力 (真空中):2910 N.s/kg (297秒)
- 燃焼時間:155秒
- 重量: 739 kg
- 全高:3,13 m
- 直径:1,14 m
- 燃焼室: 1
- 燃焼室圧力: 5,4 MPa
- 燃焼温度:〜3000℃
- 膨張比:8:1
- 推進剤混合比エアロジン-50/四酸化二窒素: 1,93:1
- 推力重量比:151,34

### LR-87-7
LR-87-5の改良型でジェミニ計画に使用された。LR-87-5と性能はほぼ同じだが燃焼室圧力は低くなりノズルの長さも短くなった。タイタンII GLVのみに使用された。
- LR-87-9 – 初期のタイタンIIIに使用された。
- LR-87-11 – 後のタイタンIIIBとタイタンIVに使用された。

### LR-87 LH2
液体酸素と液体水素を推進剤とする機種。50年代末に開発された。LR-87-3と比較して密度が低く冷たい液体水素を使用する為にいくつか変更された。燃料噴射装置とターボポンプが変更された。計52回地上試験が行われ深刻な漏洩は無く順調に試験は進んだ。エアロジェットはサターンIBとサターンVの2段目への搭載を働きかけ、LR-87 LH2は、11の項目の中で10項目で最高だったがNASAはロケットダインのJ-2を選んだ。エアロジェットはM1エンジンの開発にこの成果を使用した。
- 燃料 液体水素
- 酸化剤 液体酸素
- 推力 (真空中): 667 kN
- 比推力 (真空中): 4420 N.s/kg (〜450 秒)
- 重量: 〜700 kg
- 全高: 4 m
- 直径: 1,13 m
- 燃焼室: 1